# Simion Gavrilă
Simion Gavrilă (n. 18 noiembrie 1928, Adâncata, Ialomița
- 28 aprilie 2010) a fost un arheolog român, fondator al Muzeului de arheologie din Tulcea. Specializat pe cultura materială a geților, acesta a fost activ pe numeroase situri, dintre care Beidaud, Niculițel, Troesmis și Aegyssus.